# Luigi Moretti (Architekt)

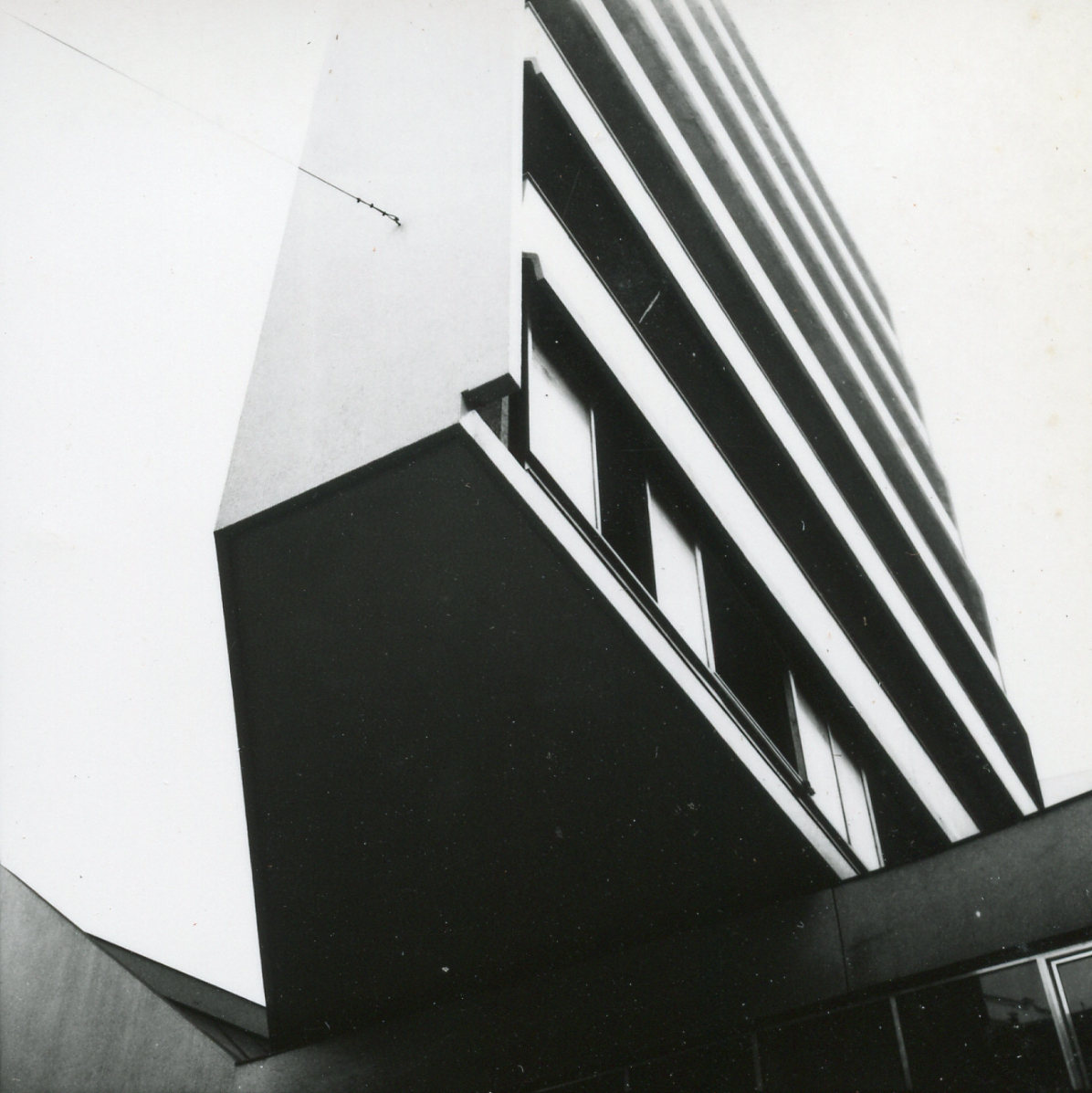
Wohn- und Bürogebäude im corso Italia in Mailand, 1953. Foto von Paolo Monti.

Luigi Walter Moretti (* 2. Januar 1907 in Rom; † 14. Juli 1973 in Capraia Isola) war ein italienischer Architekt.

## Biografie
Luigi Moretti wurde 1907 als Sohn von Giuseppina Moretti und des belgischen Architekten Luigi Rolland in einem Haus in der Via Napoleone in Rom geboren. Der Vater verließ die Familie schon nach kurzer Zeit und verstarb 1921. Luigi Moretti besuchte zunächst die Technische Schule und dann das Gymnasium. 1925 schrieb sich Moretti an der Hochschule für Architektur in Rom ein, wo er 1930 mit der Bestnote diplomierte.
Bereits als Student hatte Moretti ein Büro in der Via Panisperna in Rom eröffnet. Hier begann seine Zusammenarbeit mit den Architekten Brando Savelli, Cino Pennisi, Giuseppe Poggi und den Malern Achille Capizzano und Franco Gentilini. Mit nur 26 Jahren entwarf er 1933 die Pläne zur Errichtung des Hauses der Faschistischen Jugend (Casa del Balilla) in Trastevere in Rom. Dieses Haus zeigte bereits Morettis Gespür für das plastische Formen von Räumen, seine kompositorische Eleganz und seine Vielseitigkeit. Insbesondere der Gymnastiktrakt, der als gerundeter Körper an die Rückseite des Hauses anschließt, unterstreicht Morettis Nähe zur Formensprache des Razionalismo. Ähnlich wie bei der Freilichtschule in Amsterdam – 1930 von Johannes Duiker errichtet – verfügt auch dieser Unterrichtstrakt über zwei vollkommen offene Geschosse, die hier lediglich von weiß verputzten Stahlbetonstützen eingefasst werden. 1937 wurde dieses Haus als Casa della Gil (Gioventù Italiana del Littorio) offiziell eingeweiht. Nahezu zeitgleich und in einer ähnlichen Architektursprache erbaute Moretti weitere Gebäude für die Faschistische Jugend, so etwa die Casa del Balilla in Piacenza (1933–1934) oder auch die Casa del Balilla in Trecate (Novara), die zwischen 1934 und 1936 realisiert wurde.
Demgegenüber lassen Morettis frühe repräsentative Bauten deutlich einen Kurswechsel zur offiziellen Staatsarchitektur des faschistischen Regimes erkennen. Beispielhaft hierfür stehen die prominenten, im Stile eines monumentalen Neoklassizismus errichteten Gebäude im Foro Italico (ehemals Foro Mussolini). So etwa die 1936 erbaute, mit weißen Marmorplatten verkleidete Fechtakademie (Accademia della Scherma) oder die dortige Sporthalle (Palestra) aus dem gleichen Jahr. Morettis Wettbewerbsbeitrag für die Piazza Imperiale (1937) auf dem Gelände der für 1942 geplanten Weltausstellung E.U.R. in Rom unterstreicht mit seiner monumental-klassizistischen Architektur diesen Kurswechsel, der sich schließlich auch in dem von Moretti für den Umbau der Foresterie Nord im Foro Mussolini (1940) entworfenen faschistischen Kultraum konkretisiert. „Tatsächlich wird in Italien Luigi Moretti gegen Ende der 1930er Jahre als Vertreter einer unter dem Faschismus herangewachsenen Architektengeneration von Mussolini zum Architekten der Zukunft erkoren. Als Planer der persönlichen Gemächer des Duce und einiger anderer prestigeträchtiger Projekte avanciert er zum Favoriten Mussolinis.“
Zwischen 1942 und 1945 verlieren sich Morettis Spuren: Über diese Zeit bestehen unterschiedliche biografische Angaben. Entweder durch Kriegsverletzungen oder durch einen Autounfall (in der Nähe von Rom) verbrachte Moretti einige Zeit im Krankenhaus. Nach der Befreiung Italiens 1945 wurde er für ein paar Monate im Gefängnis San Vittore in Mailand wegen des Versuchs der Neugründung einer politischen Partei (zusammen mit dem Philosoph Edmondo Cione) unter Arrest gestellt. Noch im selben Jahr gründete er schließlich gemeinsam mit dem adeligen Adolfo Fossatoro das Unternehmen Cofimprese, eine Finanzgesellschaft für Baufirmen mit Sitz in Mailand.

### Nachkriegszeit

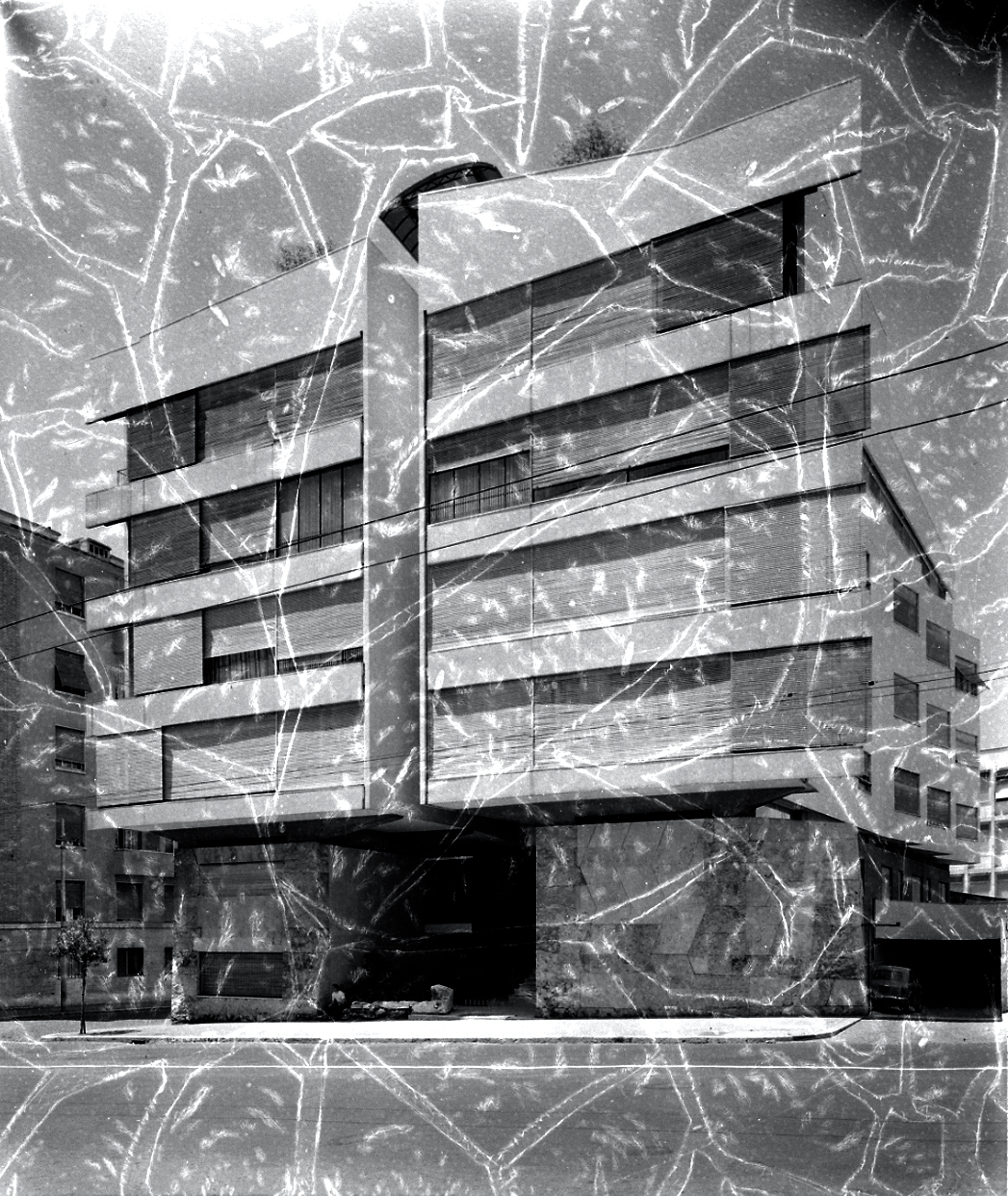
Wohngebäude Il Girasole, Rom, 1948. Foto von Paolo Monti, 1951.

In der Nachkriegszeit gelang es Moretti als einem der wenigen italienischen Architekten, sowohl in Mailand als auch in Rom bedeutende Projekte zu realisieren. Das vielbeachtete Wohngebäude Il Girasole, das zwischen 1947 und 1950 in Rom (im Auftrag von Cofimprese) errichtet wurde, steht für den sichtbaren Aufbruch in eine neue Schaffensphase. Obwohl er den Gestaltungsprinzipien der Moderne verpflichtet ist, gelingt Moretti über die Verwendung des Steins eine Verankerung mit dem Ort. Il Girasole wird geprägt durch das Kontrastieren der leichten, auskragenden Fassade mit ihren horizontalen Fensterbändern und der Schwere des steinernen Sockelbereichs: Die schräg geschnittenen Steinplatten mit ihrer Textur verweisen dabei auf die haptischen Qualitäten dieses Materials.
1953, nur wenige Jahre später, erbaute Moretti die Wohn- und Bürogebäude am Corso Italia in Mailand. Auch bei diesem für Cofimprese realisierten Gebäude demonstrierte er seine Fähigkeit, Baukörper spannungsreich zu komponieren. Ein Ensemble aus fünf Gebäudeteilen mit unterschiedlicher Höhe fügte Moretti als gestalterisch homogene Einheit in das historische Zentrum von Mailand ein. Besonders der konisch zulaufende Baukörper, der expressiv über einem darunter liegenden Sockel weit in den Straßenraum hineinragt, verleiht dem Ensemble seine unverwechselbare Gestalt.
Seine expressive – von Frank Lloyd Wright beeinflusste – Formensprache, die eine Nähe zur organischen Architektur aufweist, zeichnet sein Spätwerk – insbesondere die Phase bis in die frühen 1960er Jahre – aus. Morettis Nähe zur organischen Architektur erschöpfte sich jedoch im Formalen. Im deutlichen Unterschied etwa zu Bruno Zevi, der sich in Italien für eine organische Architektur starkmachte, verbindet Moretti mit seiner Architektur keinerlei demokratische oder humanistische Ansprüche. Gerade auch in der Nachkriegszeit agierte Moretti eher mit dem Adel und dem Großbürgertum, baute elegante Villen, anstatt sich dem damals virulenten Problem der Wohnungsnot zu widmen.

### Publizistische Tätigkeit
1950 gründete Luigi Moretti die Zeitschrift für Architektur und Kunst Spazio, die er bis 1953 leitete. Redaktionell unterstützt wurde Moretti während dieser Zeit von seiner Mitarbeiterin im Architekturbüro, Felicia Abbruzzese. Mit Spazio sollte ein wichtiges Forum für die Zusammenarbeit von Architekten und Künstlern geschaffen werden. Vor allem stand dabei das gemeinsame Reflektieren über den Raum im Vordergrund. Insgesamt erschienen in der Zeit von Juli 1950 bis April 1953 sieben Ausgaben von Spazio.
Seit 1962 litt Luigi Moretti an Herzstörungen, die er immer wieder im Krankenhaus behandeln lassen musste. 1973 starb er während eines Kurzurlaubs auf der toskanischen Insel Isola di Capraia an Herzversagen.

## Wichtige Bauten

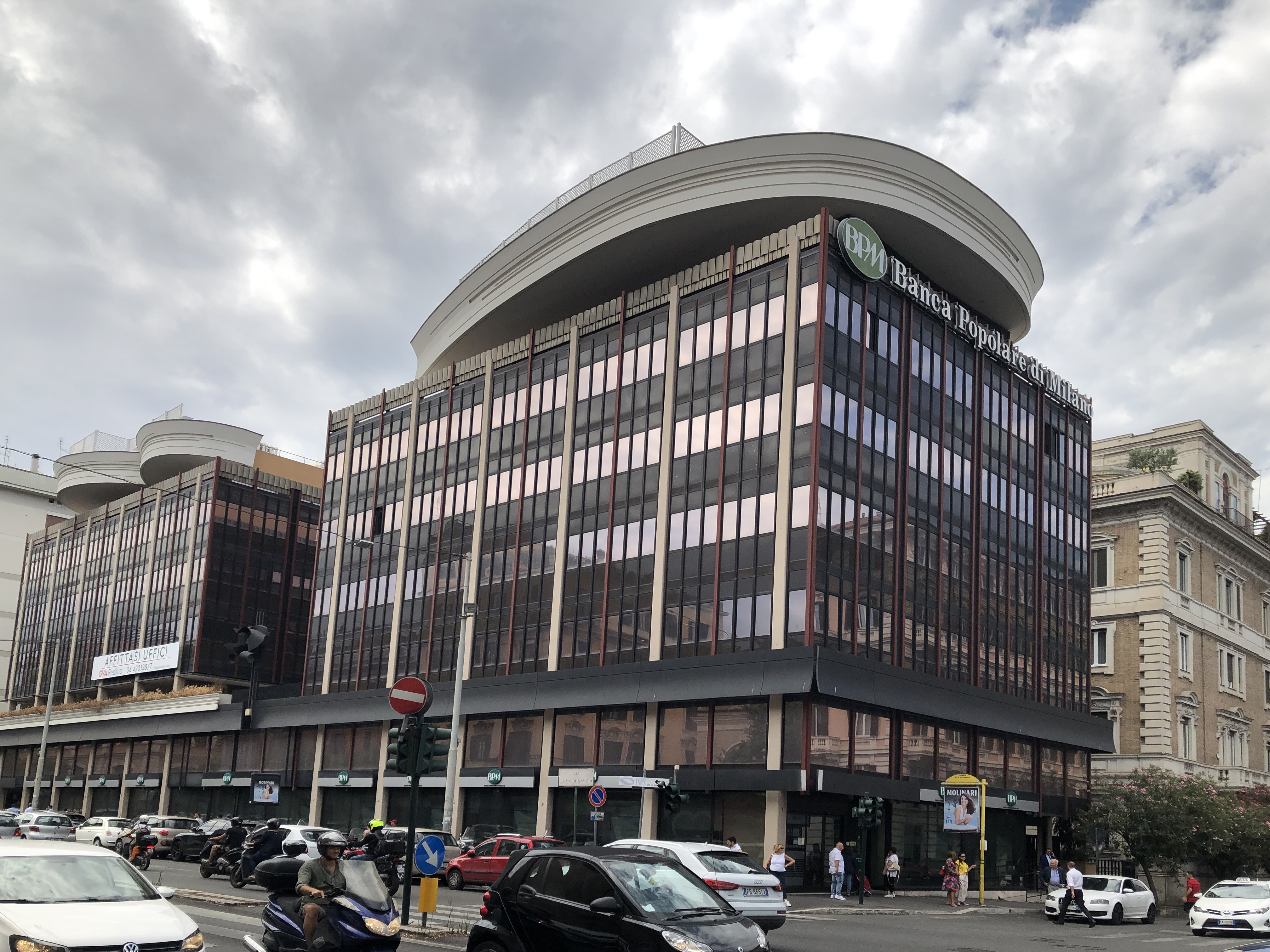
Bürogebäude am Piazzale Flaminio in Rom, 1972

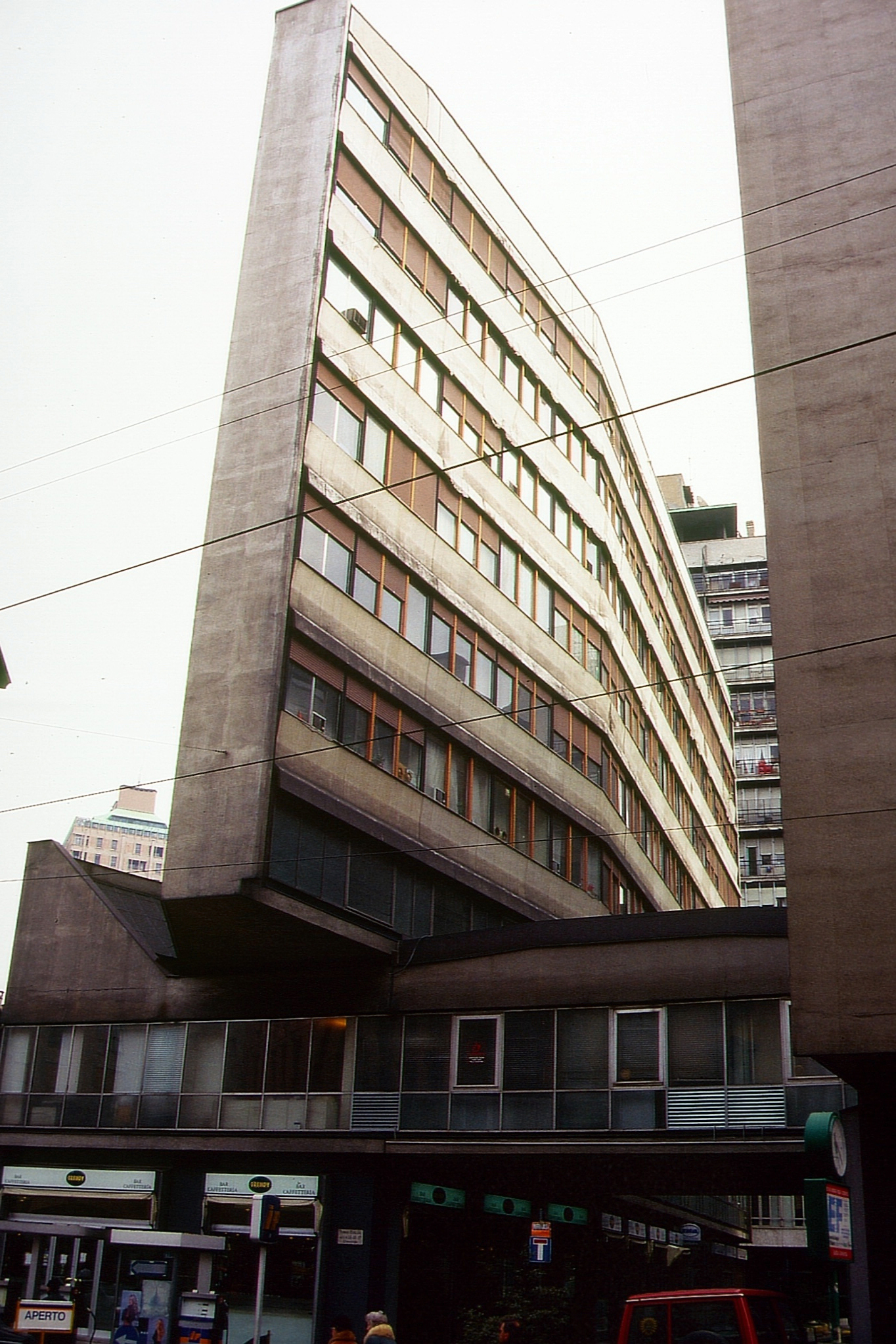
Wohn- und Bürogebäude im corso Italia in Mailand, 1953

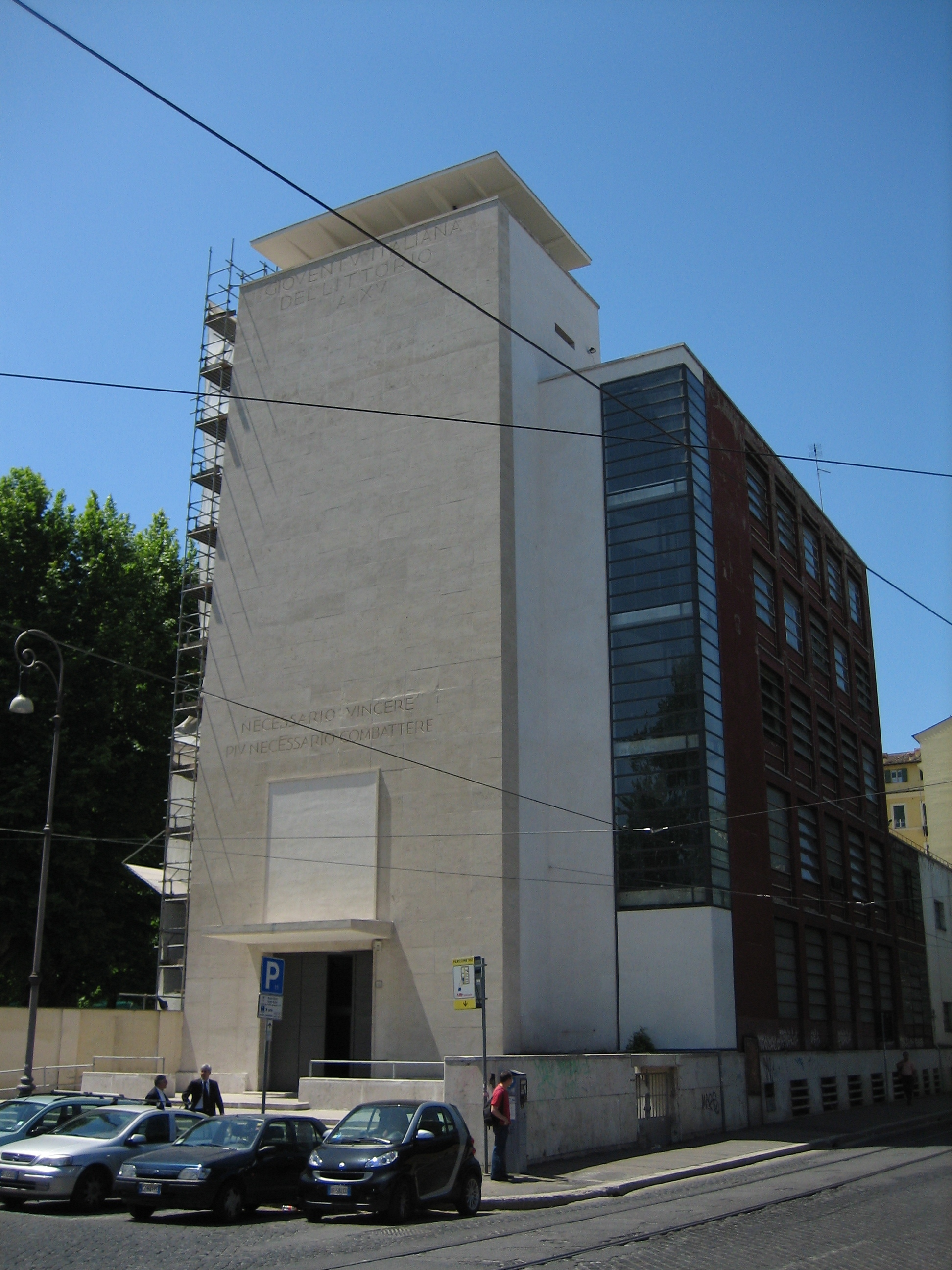
Haus der Faschistischen Jugend in Rom, 1933

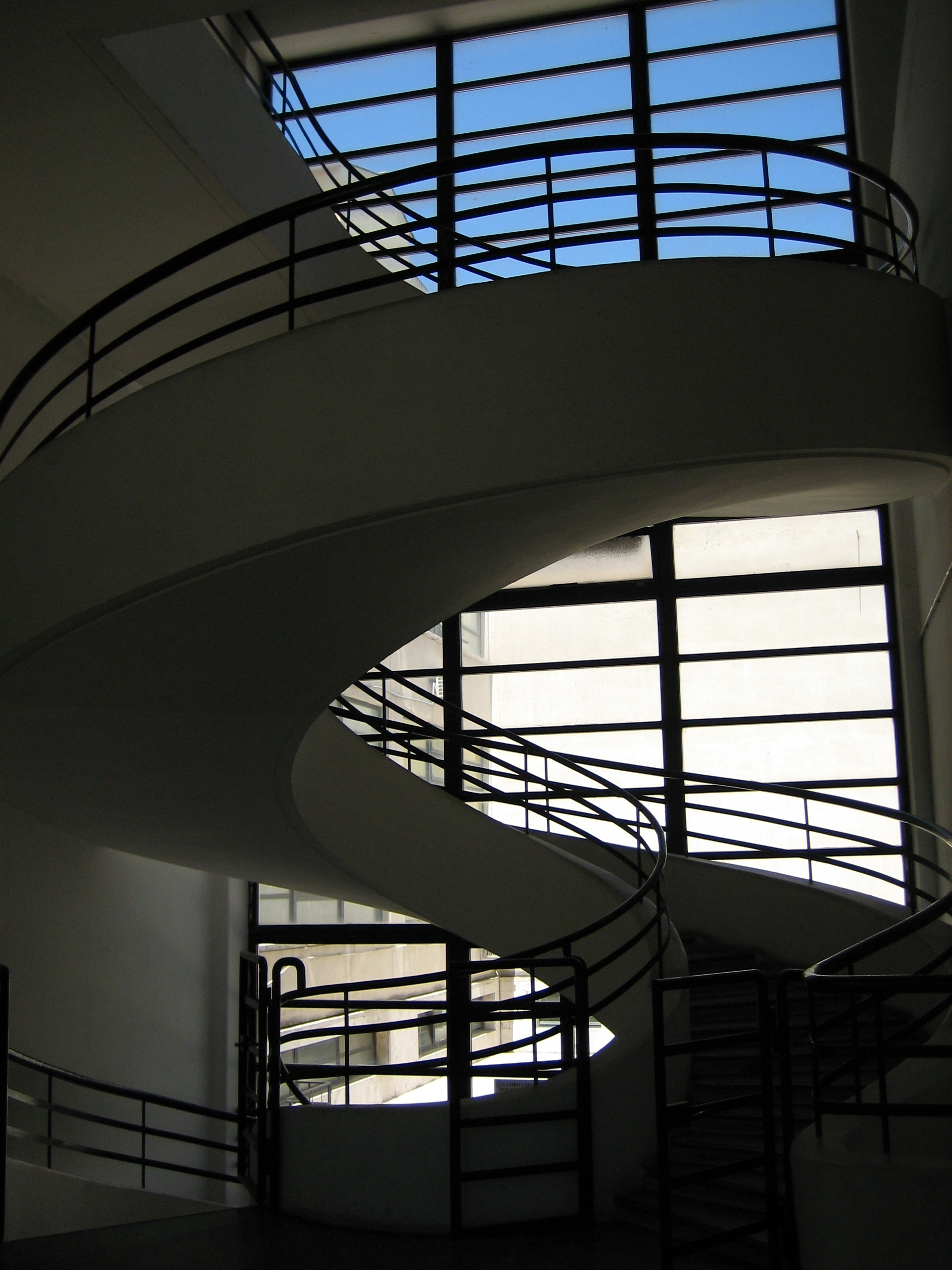
Haus der Faschistischen Jugend in Rom, 1933, Treppenhaus

- 1932 Ladengeschäft für Sgambati & Cerrutti in Rom (zerstört)
- 1933 Haus der Faschistischen Jugend (Casa della GIL) im Stadtteil Trastevere in Rom, heute Kulturzentrum WE GIL der Region Lazium[5][6]
- 1936 Sporthalle auf dem Foro Italico in Rom
- 1936 Fechtakademie, Foro Italico
- 1936 Olympiastadion in Rom (nur teilweise realisiert)
- 1937 Fontana della Sfera, Piazzale del Foro Italico, Rom
- 1938 Großes Theater für die 1942 geplante Weltausstellung Esposizione Universale di Roma (EUR) in Rom (kriegsbedingt nicht vollendet)
- 1949 Apartmenthaus für die Kooperative Astrea, Via Jenner, Rom
- 1950 Hotelgebäude in der Via Corridoni in Mailand
- 1950 Wohngebäude Il Girasole, Viale Bruno Buozzi in Rom
- 1953 Wohn- und Bürogebäude am Corso Italia in Mailand
- 1954 Villa La Saracena in Santa Marinella (Provinz Rom)
- 1958 Wohnbauten im Olympischen Dorf in Rom, mit Adalberto Libera
- 1961 Watergate-Gebäudekomplex in Washington D.C.
- 1962 Wohngebäude San Maurizio am Monte Mario (Rom)
- 1963 Zwillingsgebäude für Exxon, Piazzale dell’Agricoltura im Stadtteil Eur in Rom[7]
- 1963 Erweiterung der Therme Fonti Bonifacio VIII in Fiuggi
- 1964 Tour de la Bourse in Montreal, mit Pier Luigi Nervi
- 1967 Villa La Califfa in Santa Marinella (Provinz Rom)
- 1972 Bürogebäude am Piazzale Flaminio in Rom, mit C. Zacutti

Wohn- und Bürogebäude am Corso Italia in Mailand, 1953. Fotos von Paolo Monti
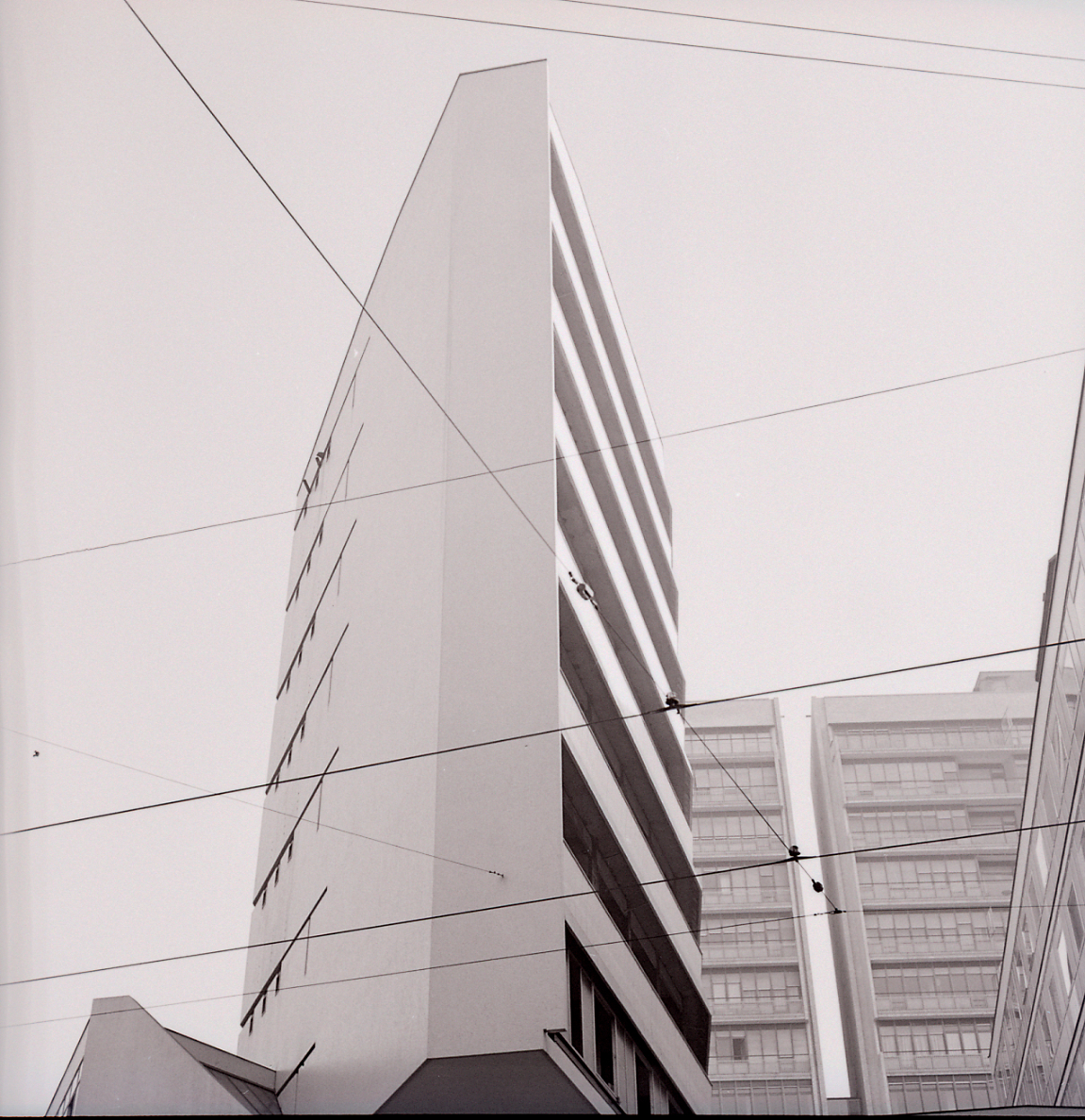
Seitenansicht
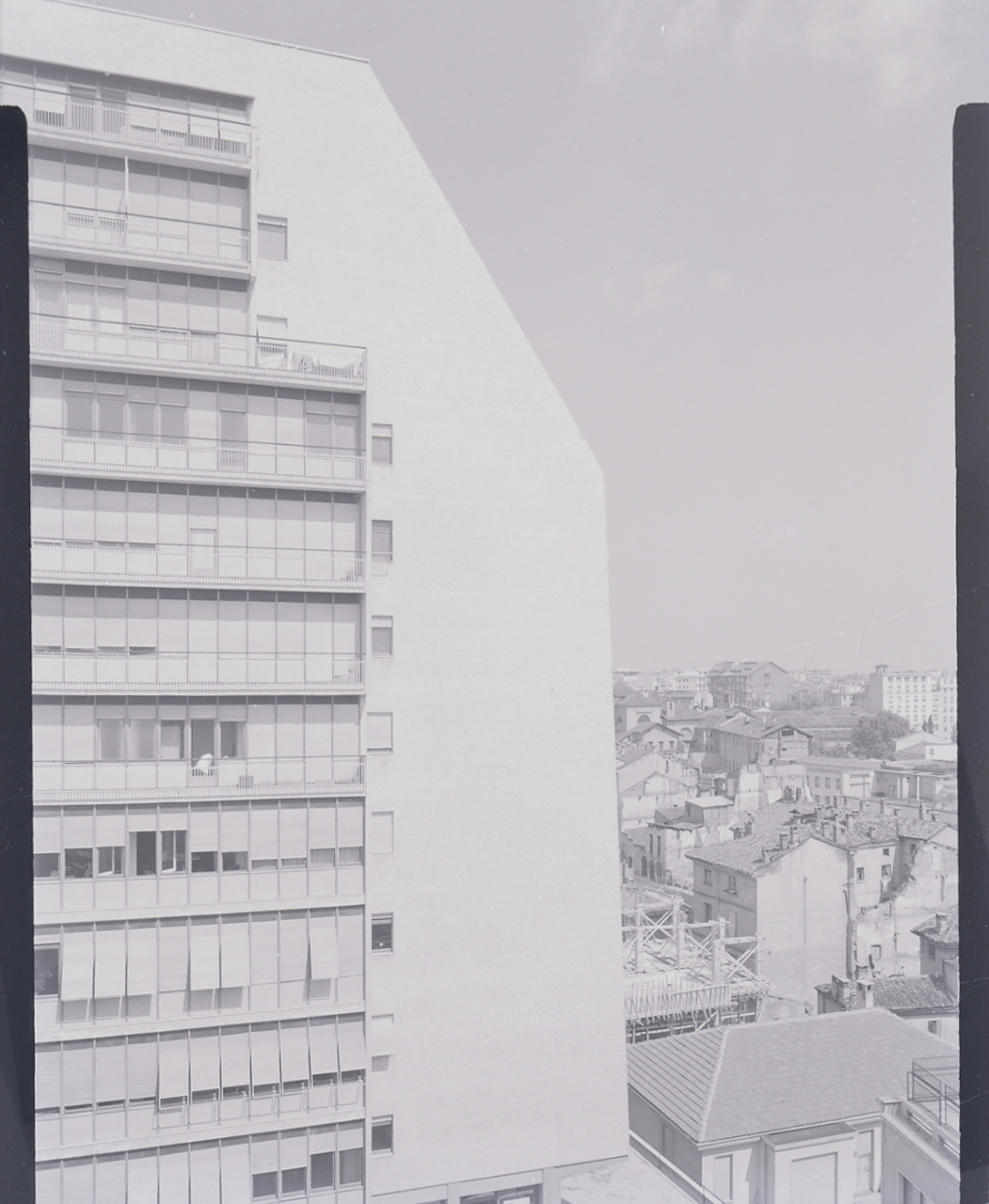
Fassade
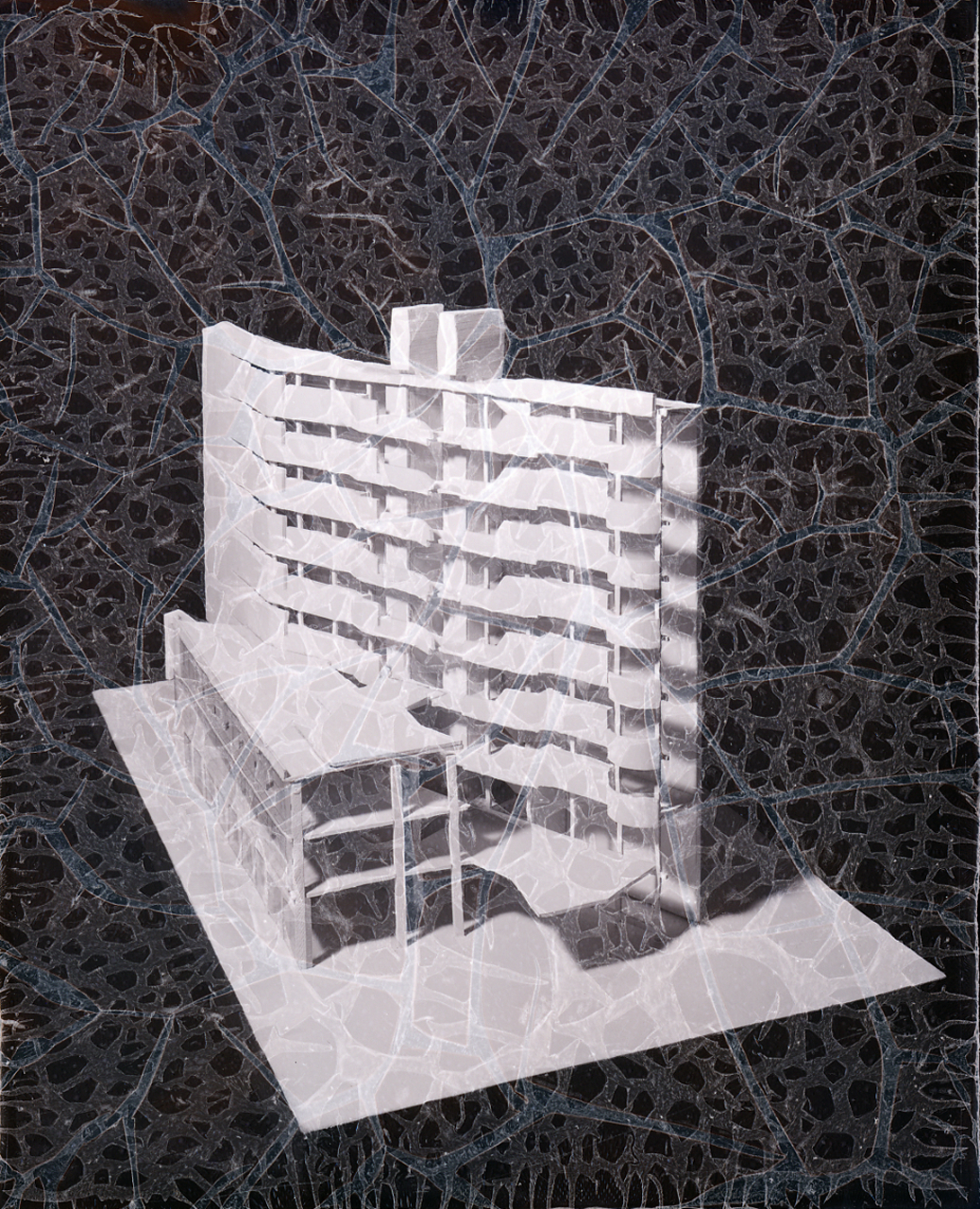
Modell

## Auszeichnungen
- 1957 Premio Nazionale di Architettura
- 1959 Premio Faggio d’Oro
- 1967 Prix d’Exellence Design Canada
- 1968 Premio Feltrinelli der Accademia Nazionale dei Lincei